# Zilele săptămânii
În română, zilele săptămânii sunt: luni, marți, miercuri, joi, vineri, sâmbătă, duminică.
Sâmbăta și duminica sunt numite de obicei week-end și sunt zile de odihnă în majoritatea culturilor vestice. Vinerea și sâmbăta sunt zilele de odihnă în culturile islamice și respectiv iudaice. Sabatul biblic ține de vineri la apus până sâmbătă la apus.
În multe țări, cuprinzând majoritatea Europei, Asia și America de sud, lunea este considerată prima zi a săptămânii. În altele, incluzând Statele Unite, Canada, Japonia și în unele zone din Africa, duminica este văzută ca prima zi, o perspectivă tradițională derivată din limba ebraică prin limba latină cultă. ISO 8601 definește lunea ca fiind prima zi a săptămânii, duminica fiind astfel a șaptea.